# Cidade Universitária Armando de Salles Oliveira

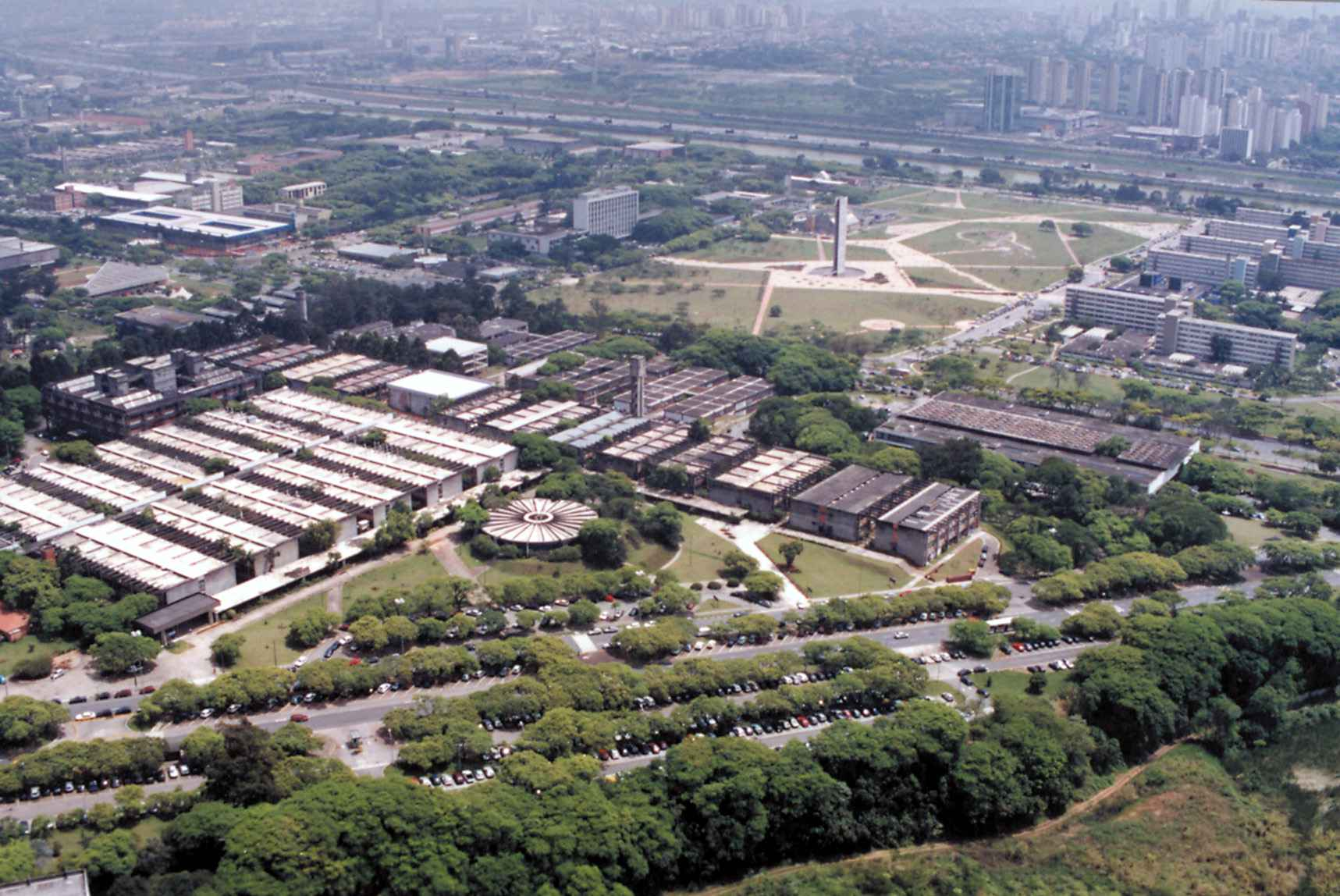
Der Campus, Blickrichtung Norden, im Vordergrund die Avenida Professor Lineu Prestes

Die Cidade Universitária Armando Salles de Oliveira (CUASO) ist der größte Campus der Universidade de São Paulo. Sie befindet sich im Westen der Stadt, im Stadtteil Butantã und ist nach dem Gründer der Universität, dem liberalen paulistischen Politiker Armando Sales, benannt. Der Campus ist etwa acht Quadratkilometer groß, in ihm befinden sich die meisten Institute sowie die zentralen Organe der Universität, so das Rektorat und das Prorektorat.
Zudem befinden sich im Campus das Institut für Nuklear- und Energieforschung (IPEN), das Institut für technologische Forschung (IPT), das bundesstaatliche geographische und kartographische Institut (Instituto Geográfico e Cartográfico IGC), die bundesstaatliche Polizeiakademie (Academia de Polícia Acadepol), das technologische Zentrum der Brasilianischen Marine (Centro Tecnológico da Marinha do Brasil em São Paulo CTMSP) und die Biblioteca Brasiliana Guita e José Mindlin.
Auch das Studentenwohnheim Conjunto Residencial da Universidade de São Paulo ist auf dem Campus angesiedelt.